# 真理先生
『真理先生』（しんりせんせい）は、武者小路実篤の長編小説。1949年（昭和24年）1月から1950年（昭和25年）12月にかけて雑誌「心」で掲載された。「山谷もの」と呼ばれる小説群の中の6番目の作品である。1951年（昭和26年）4月に調和社より初版が刊行される。

## あらすじ
山谷五兵衛は、存在は知っていたが逢う気がしなかった真理先生という男に逢った。真理先生が諭す真理に耳を傾けるうちに、画家の馬鹿一や白雲子、書家の泰山の自分の理想や信念に忠実である姿勢に心を打たれる。殊に馬鹿一には、杉子に接吻しそうになり、家に来てくれなくなってからの謝罪の手紙を読んで以来、徐々に馬鹿一に感化されていく。そしてある日曜日に真理先生の「真理の力」という演説を聞く。

## 登場人物
山谷五兵衛
物語中の主な語り手。「好奇心の弱くない僕」と自己分析しており、馬鹿一や泰山に「おっちょこちょい」だと言われている。
物語は山谷五兵衛が小説家である書き手に真理先生との出来事を話すところから始まる。
真理先生
真理とは何かを語る60歳位の老人。現在独身で一文も持たず、生活に関してはすべて中沢昭子ら弟子に任せている。身体は大きくなく、見た目も特に美しくはないが、正直な人物。本名は村野誠。
馬鹿一
石や雑草などを描くことが好きな画家。老人。真理先生が彼を「石かきさん」と呼んだことから、周囲の他の人物からもそう呼ばれるようになる。顔や体格はよくなく、金や才能もないが、画に対して誠実。自分の画に関すること以外ほとんど関心がなく変わり者だが、憎めない人物。
白雲子
泰山の兄。元来日本画家だったが、今は油絵を主に描いている。馬鹿一とは違い才能に恵まれ、有名な画家として現代的に成功している。
泰山
白雲子の弟。書家。口が悪く自分本位だが、どこかしら人懐かしがりのところがある。
中沢愛子
昭子の娘。真理先生を父のように慕っている。とても美しい。白雲子の画が好きで白雲子の弟子になる。後に白雲子の息子と結婚する。
杉子
白雲子のところのモデル。若く美しい女。特別に用のある時以外はいつでも白雲子のところで働いている。白雲子の命で馬鹿一のところにモデルに行くことになる。白雲子の息子が好きだったが、稲田のことを愛するようになる。
中沢昭子
愛子の母で、真理先生の弟子の一人。先生の近所に住んでいて後援会の世話役をしている。
稲田
真理先生の弟子の一人。気難しい顔をしているが、真面目で頭のいい誠実な青年。愛子が好きだった。画家になることに決め、馬鹿一のところで杉子に会ううちに杉子を愛するようになる。
白雲子の息子
白雲子を超えるかもしれない有望な人物。杉子が好きだったが、父・白雲子に愛子を紹介され、後に愛子と結婚する。

## モデル人物
『真理先生』には刊行前に「序」が追加されている。「出てくる人物は殆ど僕の分身であるが、僕の一面が誇張されてゐる所もあり、いくらか理想化されていゐる所もある」と書かれており、登場する人物のモデルは武者小路実篤自身である。
また『真理先生』の口絵には武者小路の自画像が載っており、その自画像には「（真理先生＋馬鹿一＋白雲＋泰山）÷5＝この男」と一文が添えられている。4ではなく5で割る理由は、登場人たちには武者小路の理想性が託されているため一人分減らす必要があったとのこと。

## 評価
『真理先生』発表後の講評では批判的な評価は少なく、「作者晩年の名作である。」「今年度文壇最大の収穫である。」等の好意的な意見が多い。また写実的な部分ではなく理想にこだわり描いたことも評価に繋がっている。